# Thân biến dạng
Thân biến dạng là những biến đổi hình thái của thân thực vật, chồi sinh dưỡng và chồi hoa của thực vật để thực hiện các chức năng như leo, bảo vệ, chống đỡ, quang hợp, tổng hợp dinh dưỡng hoặc sinh sản sinh dưỡng. Cấu trúc thân biến đổi để thực hiện các chức năng đặc biệt này bao gồm tua, gai, móc, cành dạng lá, thân củ và hành con. Cấu trúc phụ trợ hoặc phần đầu cuối hoặc hình thái vi phẫu của các loại thân biến dạng cho thấy bản chất "thân" của chúng.

## Tua cuốn

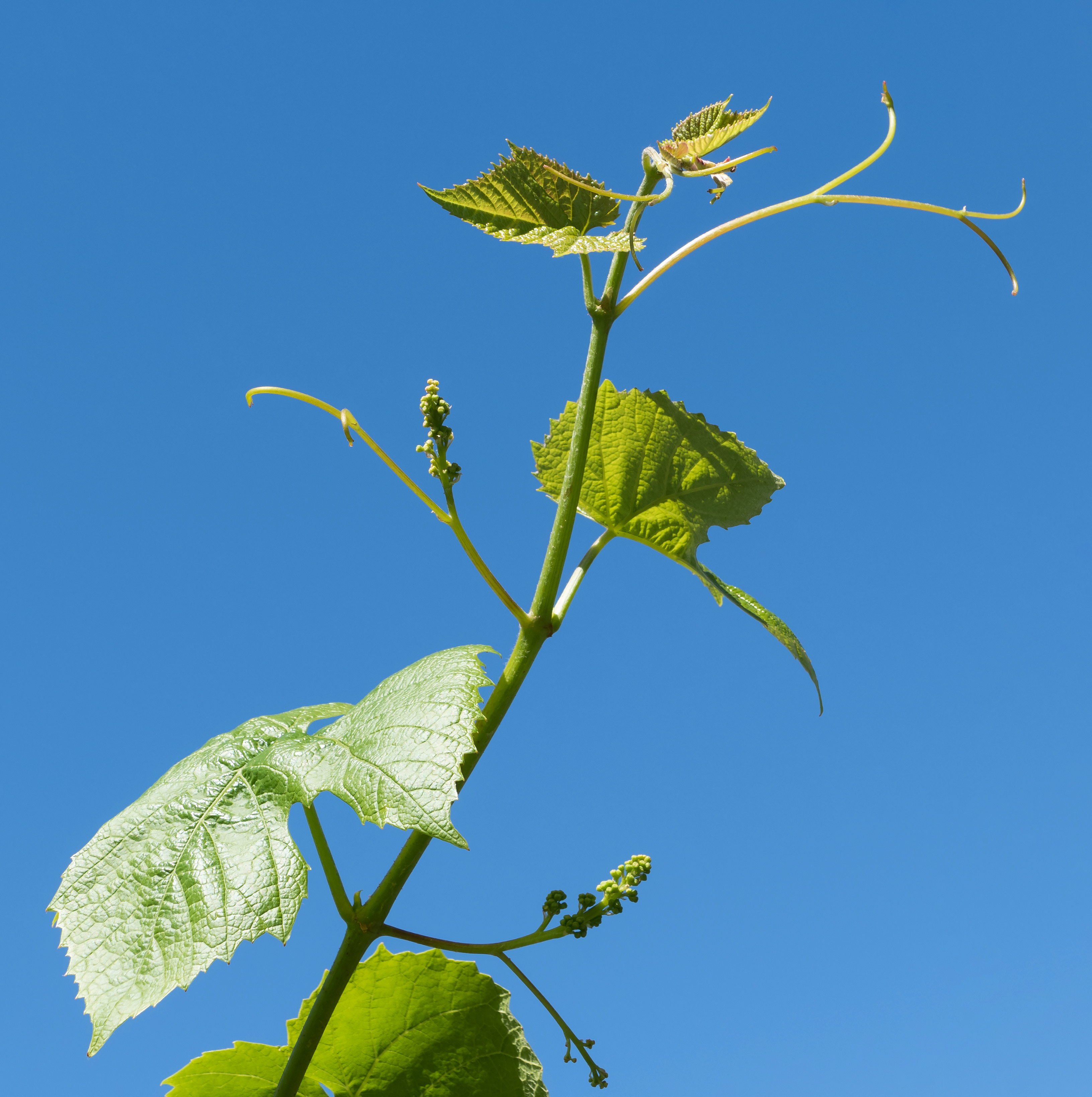
Các tua cuốn ở nho

Một số cây thân yếu tạo ra các tua cuốn dẻo dai, cuộn và nhạy cảm để leo. Chúng có thể phát triển từ chồi nách hoặc chồi đỉnh của thân. Ở Passiflora, các tua cuốn phát triển từ chồi nách. Ở loài Hồ đằng bốn cạnh Cissus quadrangularis và Vitis vinifera, chồi đỉnh phát triển thành tua.

## Gai

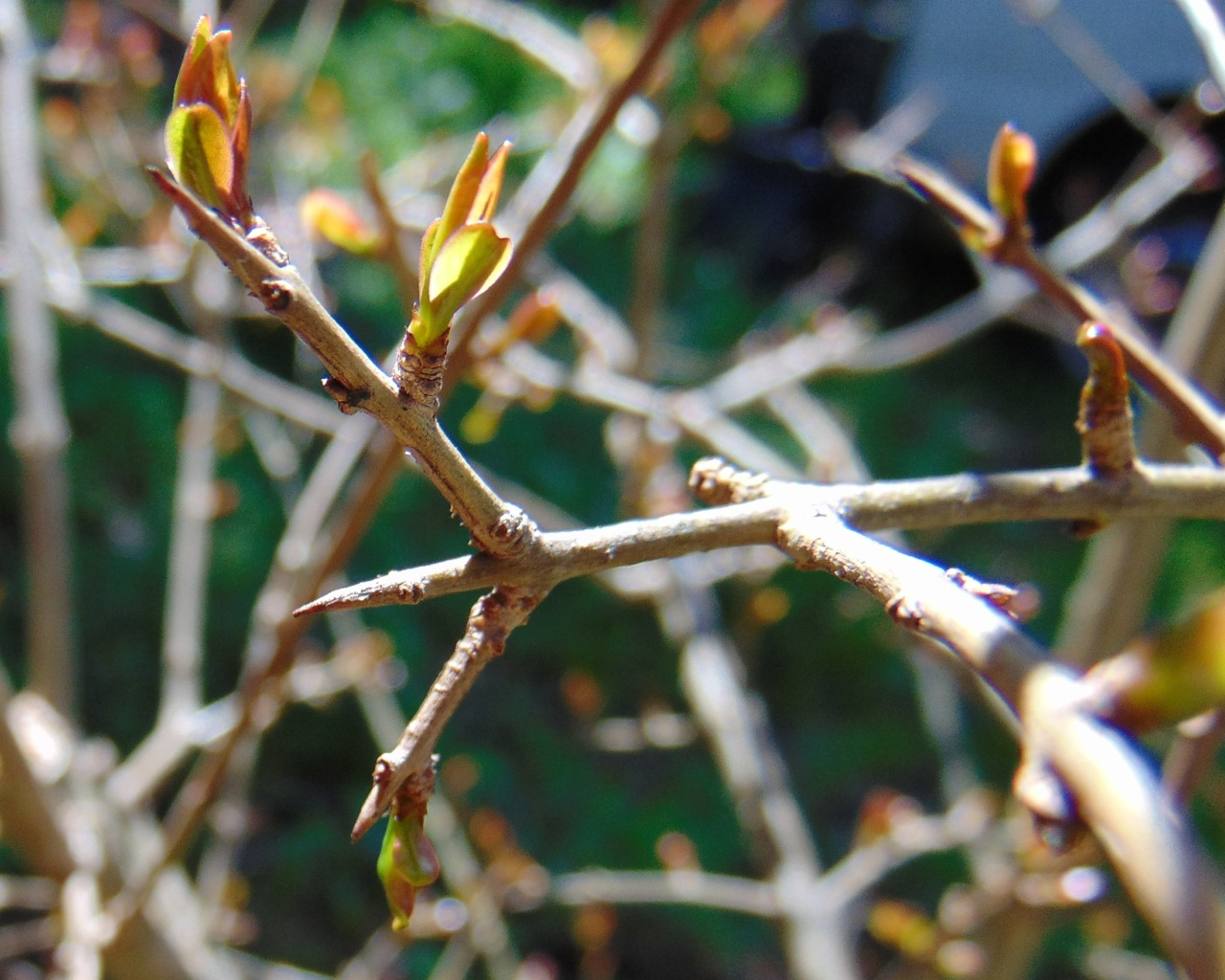
Gai mọc ra lá và chồi ở Lựu Punica granatum

Đây là những cấu trúc cứng, thân gỗ, có đầu nhọn nhằm mục đích bảo vệ. Chúng được cung cấp mô mạch, có thể phát triển từ chồi nách hoặc chồi đỉnh. Gai giúp kiểm soát thoát hơi nước bằng cách giảm sự phát triển sinh dưỡng. Ở Chi Hoa giấy, Lựu và Duranta, chồi nách phát triển thành gai. Ở Duranta, gai đi kèm với lá và hoa. Ở Lựu Punica granatum, gai có thể mọc ra lá và chồi. Ở Si rô Carissa carandas, chồi đỉnh tạo ra một đôi gai để bảo vệ.
Tuy nhiên, không phải mọi loại gai đều tạo ra từ thân. Gai xương rồng là lá biến dạng, còn gai Hoàng liên là lá kèm biến dạng thành.

## Hành con

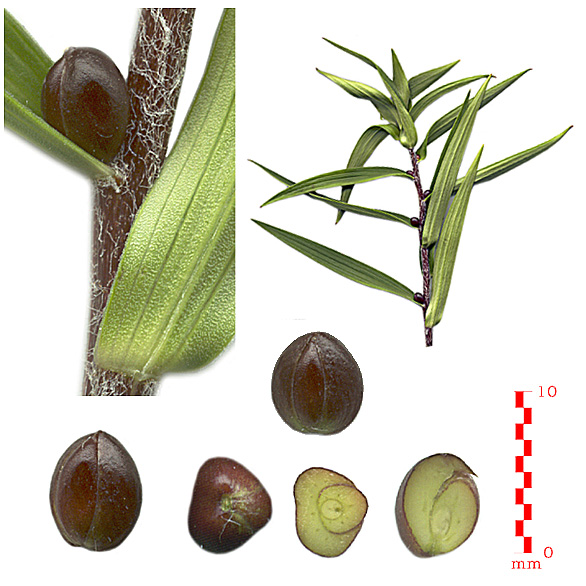
Hành con ở chi Loa kèn Lilium

Khi chồi nách trở nên to và tròn do dự trữ dinh dưỡng, nó tách ra khỏi cây, rơi xuống đất và phát triển thành một cây mới. Trường hợp này chồi nách đã trở thành hành con hay còn gọi là giò thân,  chồi hành, ví dụ ở chi Củ nâu.

## Cành hình lá

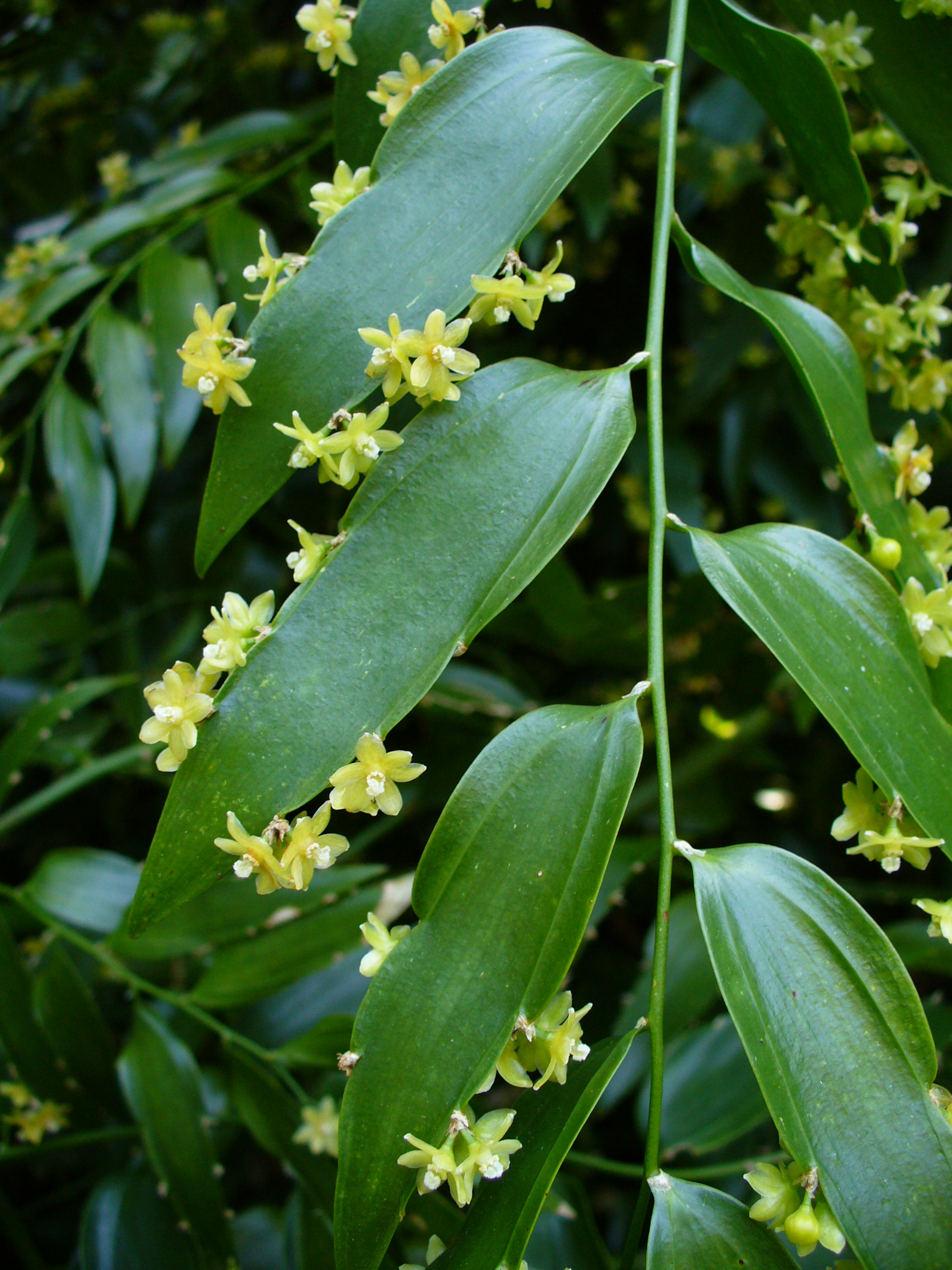
Cành dạng lá ở Semele androgyna

Đây là những cành thường xanh, đường kính nhỏ có tốc độ sinh trưởng hạn chế (thường dài một lóng) đảm nhận chức năng quang hợp. Các lá thật bị tiêu giảm thành vảy hoặc gai, ví dụ ở Măng tây.